# Síntesis de pirroles de Barton-Zard
La Síntesis de Barton-Zard  es un método de síntesis de pirroles que consiste en una ciclización entre un nitroalqueno y un compuesto α-isocianocarbonílico en condiciones básicas.

## Mecanismo
Consiste en tres pasos principales: 
- Adición de Michael entre el enolato del compuesto α-isocianocarbonílico y el nitroalqueno.
- Ciclización entre el carbeno del isocianuro y el anion en la posición α position del grupo nitro.
- Eliminación del grupo nitro con aromatización posterior.[2]